# Nysa
Nysa (in tedesco Neiße, in ceco Nisa) è un comune urbano-rurale polacco del distretto di Nysa, nel voivodato di Opole.
Ricopre una superficie di 27,5 km² e nel 2016 contava 44 419 abitanti.

## Storia
Sorta nel X secolo d.C., è una delle più antiche città della Slesia: dal 1200 fece parte dell'arcivescovato di Breslavia. Fortificata nel 1350, venne attaccata dagli Hussiti nel 1424; durante la guerra dei Trent'anni (1618-1648) subì tre assedi.
Fu capitale del Ducato di Nysa, appartenente ai Principi vescovi di Breslavia
Federico II la tolse all'Austria e la concesse alla Prussia dopo la guerra di successione austriaca (1740-1748) e la dotò di moderne infrastrutture militari. Occupata dai francesi in epoca napoleonica (1807), passò alla Polonia dopo la II guerra mondiale.

## Amministrazione

### Gemellaggi
- Lüdinghausen
- Jeseník
- Šumperk
- Kolomyja
- Ingelheim am Rhein
- Baltiysk
- Taverny
- Marsala, dal 2014[1][2]
- Ternopil
- Provincia di Campobasso